# Braddock-Jones-Superneau-Syndrom
Das Braddock-Jones-Superneau-Syndrom ist eine sehr seltene angeborene Erkrankung mit den Hauptmerkmalen Kraniosynostose, Dandy-Walker-Malformation und Hydrocephalus.
Synonyme sind: Autosomal dominanter Hydrocephalus; HDCPH1
Die Bezeichnung bezieht sich auf die Erstautoren der Erstbeschreibung aus dem Jahre 1993 durch die US-amerikanischen Pädiater Stephen R. Braddock, Kenneth L. Jones,  Duane W. Superneau und Marilyn C. Jones.
Das Syndrom ist nicht zu verwechseln mit dem Braddock-Syndrom.

## Verbreitung
Die Häufigkeit wird mit unter 1 zu 1.000.000 angegeben, bislang wurde über vier Betroffene berichtet. Die Vererbung erfolgt vermutlich autosomal-dominant.

## Ursache
Der Erkrankung liegen Mutationen auf Chromosom 8 Genort q12.2-q21.2 zugrunde, das genaue Gen ist noch nicht bekannt.

## Klinische Erscheinungen
Klinische Kriterien sind:
- Kraniosynostose der Sagittalnaht
- Dandy-Walker-Malformation
- Hydrozephalus
- Hypertelorismus, Mikrogenie

## Diagnose
Die Diagnose ergibt sich aus den klinischen Befunden.